# Loža "Edinburgh"
Loža "Edinburgh" (Marijina kapela) br. 1 (engl. The Lodge of Edinburgh (Mary's Chapel) No. 1), često i Drevna loža Edinburgha "Marijina kapela" (The Ancient Lodge of Edinburgh Mary's Chapel) ili "Marijina kapela", škotska je masonska loža sa sjedištem u Edinburghu koja radi pod okriljem Velike lože Škotske. Poznata je po tome što posjeduje najstariji sačuvani zapisnik o radu bilo koje još uvijek aktivne masonske lože, iz 1599. godine.

## Povijest
Ova loža osnovana je 1599. godine od strane Williama Schawa, autora čuvenih Schawovih statuta, i to pod autoritetom Williama de Saint Claira. Na popisu Velike lože Škotske nosi broj 1, jer se smatra da posjeduje najstariji zapis o održavanju sastanka slobodnih zidara, datiran u 31. srpnja 1599. godine, te da predstavlja prvu povijesnu referencu na spekulativnu (neoperativnu) ložu. Međutim, taj status najstarije lože osporavala je Loža "Kilwinning" iz istoimenog škotskog grada, čije cehovske korijene neki autori povezuju s 12. stoljećem. Spor oko povijesnog prvenstva između ove dvije lože trajao je sve do 1807. godine, kada se Loža "Kilwinning" pridružila Velikoj loži Škotske uz uvjet da zadrži posebni status i broj 0, ispred Lože "Edinburgh".
U razdoblju od 1599. do 1688. godine loža je nosila naziv Loža "Edinburgh" (The Lodge of Edinburgh), a današnji naziv dobila je nakon što je Velika loža Škotske formalno potvrdila njezinu povelju.
Naziv "Marijina kapela" (Mary's Chapel) potječe iz ranijeg razdoblja djelovanja lože, kada su se sastanci održavali u staroj kapeli sv. Marije smještenoj u ulici Niddrie's Wynd, u središtu starog Edinburgha (Old Town). Ta je kapela srušena krajem 18. stoljeća radi izgradnje Južnog mosta (South Bridge), koji je dovršen 1788. godine.
Loža je nakon toga preselila svoje djelovanje u druge prostore, a današnje sjedište nalazi se na adresi Hill Street br. 19 u novoj gradskoj jezgri (New Town), u zgradi izgrađenoj početkom 1820-ih prema nacrtima škotskog arhitekta Georgea Angusa. Zgrada je izvorno služila kao kupalište i akademija crtanja (Subscription Baths and Drawing Academy), a 1893. kupila ju je Loža. Danas je zgrada zaštićena kao objekt kategorije A, što znači da ima poseban značaj za nacionalnu arhitektonsku i povijesnu baštinu Škotske.
Zgrada Lože "Edinburgh" postala je i važan kulturni prostor: tijekom kolovoza koristi se kao jedno od kazališnih mjesta u okviru Edinburgh Festival Fringe-a, najvećeg festivala izvedbenih umjetnosti na svijetu. U to vrijeme djeluje pod imenom Hill Street Theatre. Riječ je o najdugovječnijem kontinuirano aktivnom festivalskom prostoru unutar Fringe-a. Više od dvadeset godina upravljala ga je produkcijska kuća Universal Arts, a danas je pod upravom kazališne skupine Edinburgh Little Theatre.

## Baština
Loža "Edinburgh" ima neprocjenjiv značaj za povijest slobodnog zidarstva, kako zbog svojih arhivskih zapisa koji pružaju uvid u rano moderno cehovsko i spekulativno zidarstvo, tako i zbog svoje uloge u tranziciji slobodnog zidarstva iz srednjovjekovnog obrtničkog udruženja u suvremeni filozofsko-humanistički pokret. Njezin kontinuirani rad i aktivno članstvo kroz više od četiri stoljeća čine je ključnom institucijom za proučavanje razvoja slobodnog zidarstva u Škotskoj, Velikoj Britaniji i šire.

## Vanjske poveznice
- Službena stranica